# Oenothalia vagula
Oenothalia vagula är en fjärilsart som beskrevs av Paul Dognin 1924. Oenothalia vagula ingår i släktet Oenothalia och familjen mätare. Inga underarter finns listade i Catalogue of Life.